# Мараконское преступление

Газетная новость об убийстве двух девушек в Мараконе

Убийство двух девушек, Марии-Терезы Бове и Элен Моннар, произошло 19 июня 1949 года в лесу коммуны Маракон кантона Во. Это преступление стало одним из самых шокирующих и резонансных в истории Швейцарии. Обе девушки жили во фрибурской коммуне Семсаль. Мария-Тереза Бове работала в булочной, а Элен Моннар была портнихой. Преступление носило странный характер: обе девушки были застрелены из огнестрельного оружия мелкого калибра, но сами тела девушек остались нетронутыми. Даже их сумки остались нетронутыми.
Новость о происшествии моментально заинтересовала журналистов. Статьи о мараконском преступлении появились на первых полосах швейцарских газет. Вокруг произошедшего ходило множество слухов. Дело вели полицейские отделы двух кантонов, однако сработаться им не удалось, зато появилась вражда из-за соперничества. История об убийстве двух девушек становится известной в Великобритании и Франции. Газеты в открытую критиковали полицию за неумелое расследование.
При этом в маленькой коммуне, славившейся своей спокойной жизнью, местные жители стали подозревать друг друга в убийстве девушек. Атмосфера накалилась до предела. В качестве подозреваемых называли несколько человек, в том числе и местного священника. Убийца так и не был найден. Полагают, что его уже нет в живых.